# 니르 이얄 (윤리학자)
니르 이얄은 이스라엘의 윤리학자이다.

## 같이 보기
- 보편적 건강보장
- HIV/AIDS
- 올레 노르하임
- 자원 배분
- 우선순위 설정